# Grigris
Pour les articles homonymes, voir Grigri.
Pour plus de détails, voir Fiche technique et Distribution.
Grigris (parfois typographié GriGris) est un film franco-tchadien écrit et réalisé par Mahamat Saleh Haroun sorti en 2013.
Le film est présenté en sélection officielle au festival de Cannes 2013. Il est également sélectionné pour représenter le Tchad aux Oscars du cinéma 2014 dans la catégorie meilleur film en langue étrangère.

## Synopsis
Malgré sa jambe paralysée qui le handicape, Souleymane, alias Grigris, un jeune tchadien natif d'un milieu pauvre, qui travaille pour son beau-père photographe, rêve de devenir danseur. Il danse régulièrement dans une boîte de nuit en improvisant des chorégraphies au son de la musique pop, et utilise sa jambe paralysée comme un jouet désarticulé et suscite parmi les clients une admiration qui lui vaut un beau succès et une certaine renommée locale. Mimi, une jeune et svelte prostituée franco-tchadienne, qui rêve de devenir mannequin et qui admire elle aussi la danse de Grigris, fait une séance de photos promotionnelle dans son atelier. Des sentiments s'installent entre ces deux naufragés de la vie.
Le beau-père de Souleymane, que celui-ci considere son père, tombe soudain malade. La protection sociale étant inexistante au Tchad, la famille devra payer une somme importante à l'hôpital pour qu'il puisse bénéficier de soins. Souleymane, totalement démuni, décide de s'adresser à Moussa, un caïd mafieux, pour obtenir de lui un travail dans le trafic d'essence, fort courant dans le pays, afin de trouver l'argent nécessaire pour financer l'hôpital. Une première expérience de transport de bidons à la nage par le fleuve tourne court, car Grigris connaît une certaine incapacité physique à cause de sa jambe. Sur le point d'être évincé, Grigris obtient cependant un poste de conducteur de quatre-quatre pour le transport de bidons, obtenu grâce à son savoir-faire dans la conduite des voitures. Mais au lieu de mener la marchandise à bon port, il prémédite de la détourner en empochant un bon profit financier, qu'il dédie aussitôt aux soins de son beau-père. 
Il s'auto-mutile gravement pour simuler son arrestation par des policiers et leur saisie de la marchandise, mais Moussa, qui ne le croit pas, le menace de mort ainsi que sa désormais petite amie Mimi. Sommé de trouver l'argent sous deux jours, Grigris  se résout à fuir la capitale N'Djaména avec Mimi, pour se réfugier dans un village traditionnel. Mais les malfaiteurs retrouvent très vite leur trace.

## Fiche technique
- Titre : Grigris
- Réalisation : Mahamat Saleh Haroun
- Scénario : Mahamat Saleh Haroun
- Costumes : Anne-Marie Giacalone
- Montage : Marie-Hélène Dozo
- Musique : Wasis Diop
- Photographie : Antoine Héberlé
- Son : André Rigaut
- Production : Florence Stern
- Sociétés de production : France 3, Goï Goï Productions et Pili Films
- Sociétés de distribution :  Les Films du losange
- Pays d'origine :  France,  Tchad
- Langue : français/arabe
- Durée : 101 minutes
- Format :
- Genre : drame
- Dates de sortie
- France : mai 2013 (festival de Cannes 2013)
  -  France : 10 juillet 2013

## Distribution
- Souleymane Démé : Souleymane, alias « Grigris », le danseur handicapé
- Anaïs Monory : Mimi, la prostituée et petite amie de Grigris
- Cyril Gueï : Moussa, le chef des trafiquants d'essence
- Marius Yelolo : Ayoub
- Hadjé Fatimé N'Goua : la mère de Grigris
- Abakar M'Baïro : l'homme de main de Moussa
- Youssouf Djaoro : Alhadj
- Adèle Ngaradoumbaye : Fifi Rémadji
- Emmanuel M'Baïde Rotoubam : l'impressario de Grigris
- Achouackh Abakar Souleymane : l'amie de Mimi
- Cyrus Nersy : le client de Mimi
- Abdel Salam Mahamat : le client de l'amie de Mimi
- Xavier Girou : le client ivre
- Ahidjo Moussa : le faux témoin
- Ahmed Taïgue : le chorégraphe du casting
- Lian Xehua : la femme chinoise
- Tom Haroun : le petit garçon

## Distinctions

### Récompenses
- Festival de Cannes 2013 : Prix Vulcain de la meilleure photographie pour Antoine Héberlé (sélection officielle)
- Festival international du film francophone de Namur 2013 : Bayard d'or de la meilleure photographie

### Nominations et sélections
- Festival du film de Sydney 2013
- Festival international du film de Vancouver 2013